# HD246858
HD246858 є хімічно пекулярною зорею спектрального класу
A5 й має видиму зоряну величину в смузі V приблизно 11,3.